# Léon de Vesly
 (août 2016).
Léon Éphrem de Vesly, né le 22 juin 1844 à Rouen où il est mort le 26 novembre 1920, est un archéologue et architecte français.

## Biographie
Après des études secondaires au lycée Corneille de Rouen, il entre à l'École des Beaux-Arts en 1868 dans l'atelier Paccard-André.
En 1877, il effectue avec Émile Rivière une mission scientifique dans la vallée des Merveilles où ils explorent une grotte dans le vallon d'Albaréa.
Il est chargé d'organiser l'exposition des dessins du ministère des Travaux publics à l'Exposition universelle de 1878. Il enseigne ensuite à l'École supérieure des sciences de Rouen, à l'École professionnelle et, en 1881, à l'École régionale des beaux-arts de Rouen.
Il est directeur du musée des Antiquités en 1905 et conservateur des Monuments historiques de la Seine-Inférieure. Il est également vice-président de la Société libre d'émulation de la Seine-Inférieure, vice-président de la Société des amis des monuments rouennais et vice-président de l'Association fraternelle du 50e régiment de mobiles.
En 1891, il expose à la XXXIIe Exposition municipale des Beaux-Arts, au musée des Beaux-Arts de Rouen.
Il effectue des fouilles au théâtre antique de Lillebonne.
Il est lauréat de l'Institut, officier de l'Instruction publique (1884), chevalier du Mérite agricole et titulaire de la médaille commémorative de la guerre 1870-1871. Il reçoit en 1904 le prix Gossier et en 1911 le prix Bouctot de la Société libre d'émulation de la Seine-Inférieure.

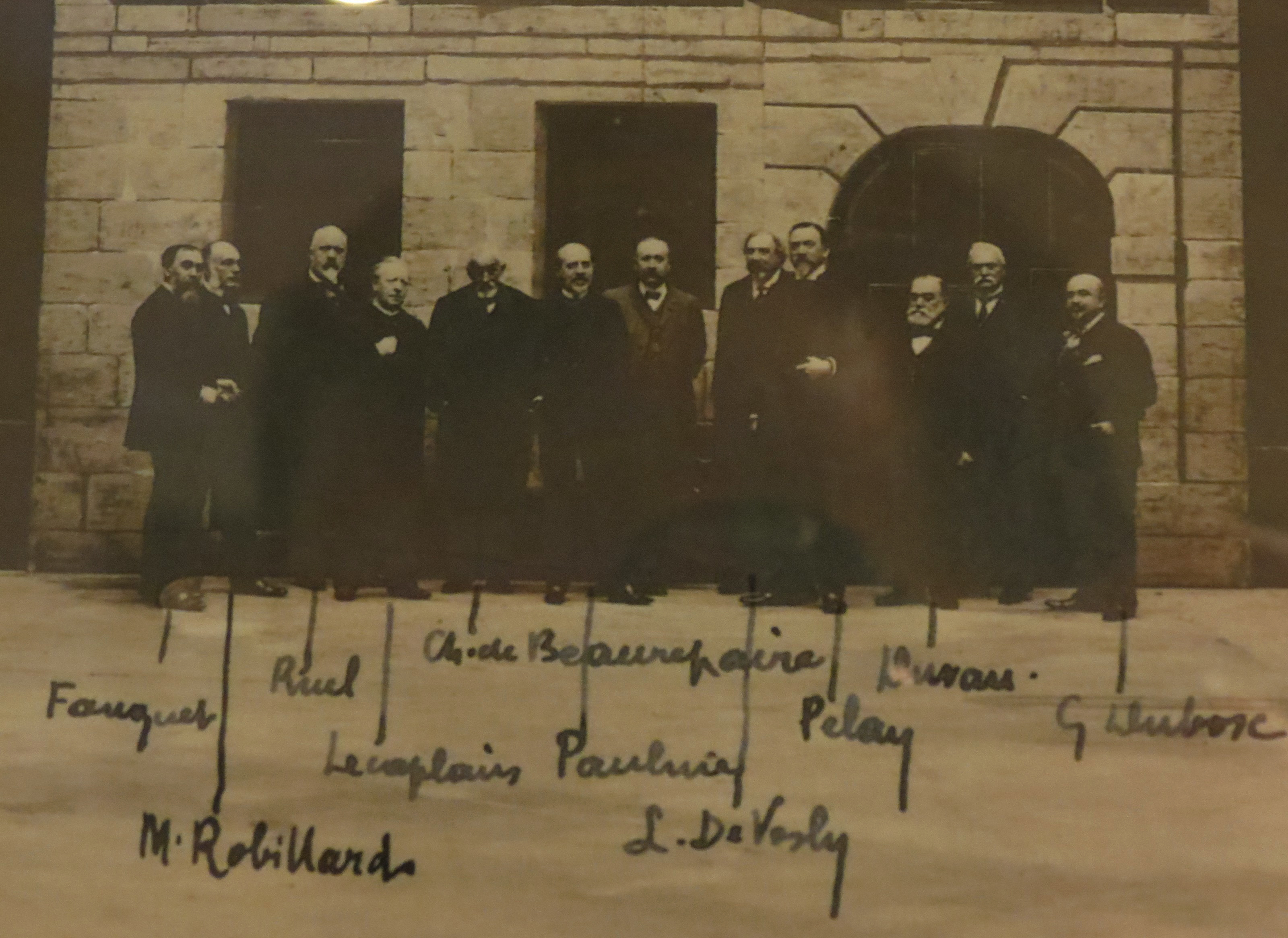
Léon de Vesly, 5e à partir de la droite.

Il demeurait à Rouen, au no 21 rue des Faulx, puis au no 1 rue des Arsins où il meurt le 26 novembre 1920. Il est inhumé au cimetière monumental de Rouen. Sa bibliothèque est vendue le 24 février 1921.
En 1934, un buste de Léon de Vesly par Robert Delandre est inauguré au musée départemental des Antiquités.

## Distinctions
- Médaille commémorative de la guerre 1870–1871
- Officier de l'Instruction publique (1884)
- Chevalier de l'ordre du Mérite agricole

## Iconographie
- Rouen, musée départemental des Antiquités, Léon de Vesly à sa table de travail au Musée des Antiquités, 1909 ; aquarelle d'Abel Buguet, don, 2015[7].

## Publications
- Carte préhistorique du département de la Seine Inférieure dressée d'après le répertoire archéologique de l'abbé Cochet et accompagnée d'un mémoire, Paris, 1877 (OCLC 254457364)
- Légendes et vieilles coutumes, Rouen, 1902 (OCLC 43209170)
- Notice sur Jacques Millets Déruisseaux, architecte et sculpteur rouennais du commencement du XVIIIe siècle, Rouen, Cagniard, 1906 (OCLC 27209490)
- Les Fana ou petits temples gallo-romains de la région normande, Rouen, Lecerf, 1909 (OCLC 406610262)
- Notes archéologiques, Rouen, 1909 (OCLC 44268477)
- La Céramique ornementale en Haute-Normandie pendant le Moyen Âge et la Renaissance, Rouen, Léon Gy, Albert Lainé, 1913, 79 p. (OCLC 38305323)[8]